# 望佳镇
望佳镇，是中华人民共和国四川省自贡市荣县曾经下辖的一个镇。2019年9月撤销，其所属行政区域划归双石镇管辖。

## 行政区划
望佳镇撤销前下辖以下地区：
望佳滩社区、品山村、望佳村、插旗村、两口塘村、郑家村、武官村、麦子山村、郝家山村、玉河村、鹿角村和曲江村。